# هنا آر هال
هنا آر هال (انگلیسی: Hanna R. Hall؛ زادهٔ ۹ ژوئیهٔ ۱۹۸۴) یک هنرپیشه اهل ایالات متحده آمریکا است. وی از سال ۱۹۹۴ میلادی تاکنون مشغول فعالیت بوده‌است.
از فیلم‌ها یا برنامه‌های تلویزیونی که وی در آن نقش داشته است می‌توان به فارست گامپ و گاوچران آمریکایی اشاره کرد.